# Marie d'Autriche (1531-1581)
Pour les articles homonymes, voir Marie de Habsbourg.

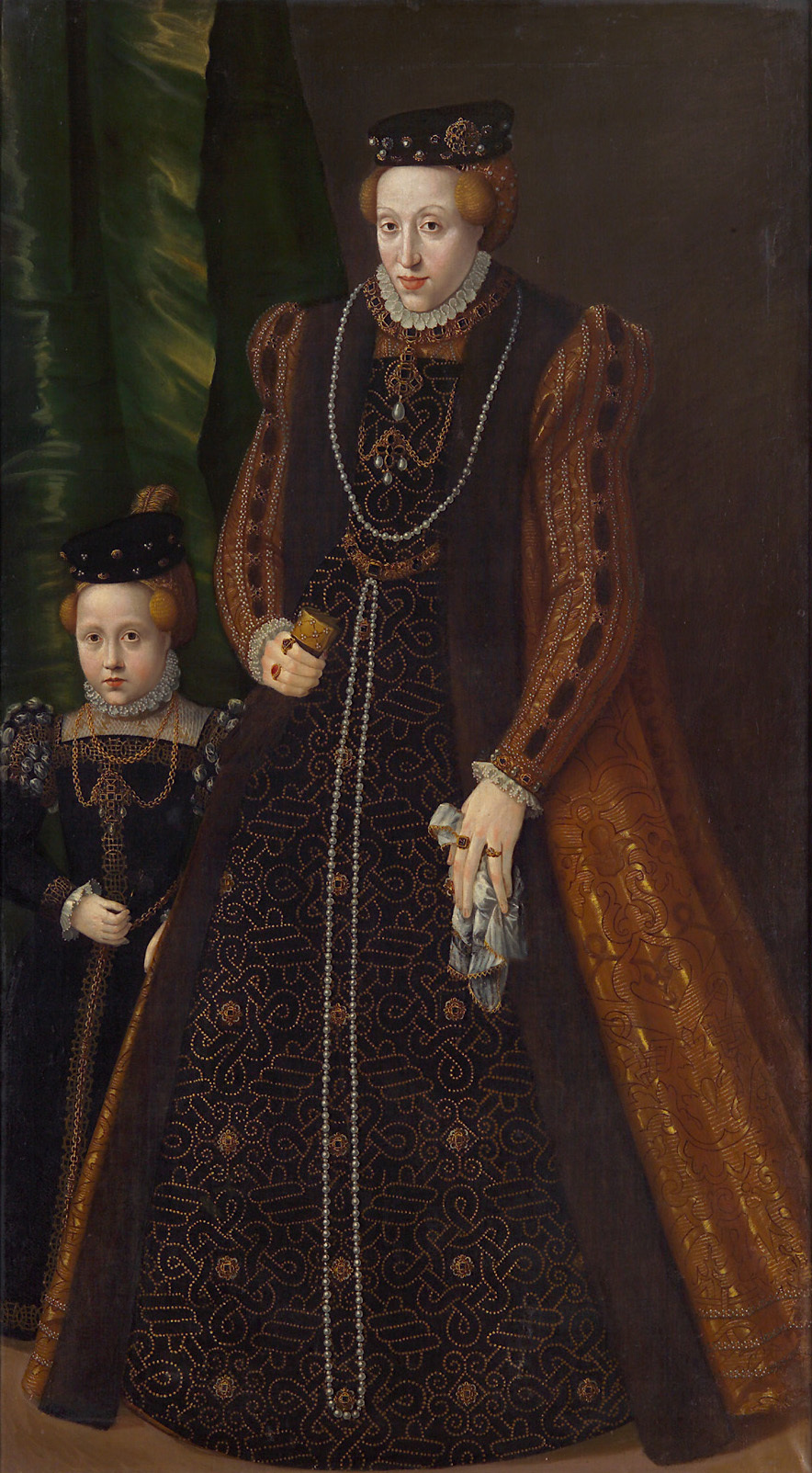
Marie d'Autriche et sa fille Marie Éléonore.

Marie d'Autriche est une archiduchesse d'Autriche née le 15 mai 1531 et morte le 11 décembre 1581. Elle est la fille de l'empereur Ferdinand Ier et d'Anne Jagellon, et la seconde épouse de Guillaume de Clèves. Ils se marient le 18 juillet 1546 à Ratisbonne et ont sept enfants :
- Marie-Éléonore (16 juin 1550 – 1er juin 1608), épouse en 1573 le futur duc de Prusse Albert-Frédéric ;
- Anne (1552-1632), épouse en 1574 le futur comte palatin Philippe-Louis de Neubourg ;
- Madeleine (2 novembre 1553 – 30 août 1633), épouse en 1579 le comte palatin Jean Ier de Deux-Ponts ;
- Charles Frédéric (28 avril 1555 – 9 février 1575) ;
- Élisabeth (1556-1561) ;
- Sibylle  (26 août 1557 – 1627), épouse en 1601 le margrave Charles de Burgau ;
- Jean-Guillaume (29 mai 1562 – 25 mars 1609), duc de Clèves, de Juliers et de Berg.